# Píšť

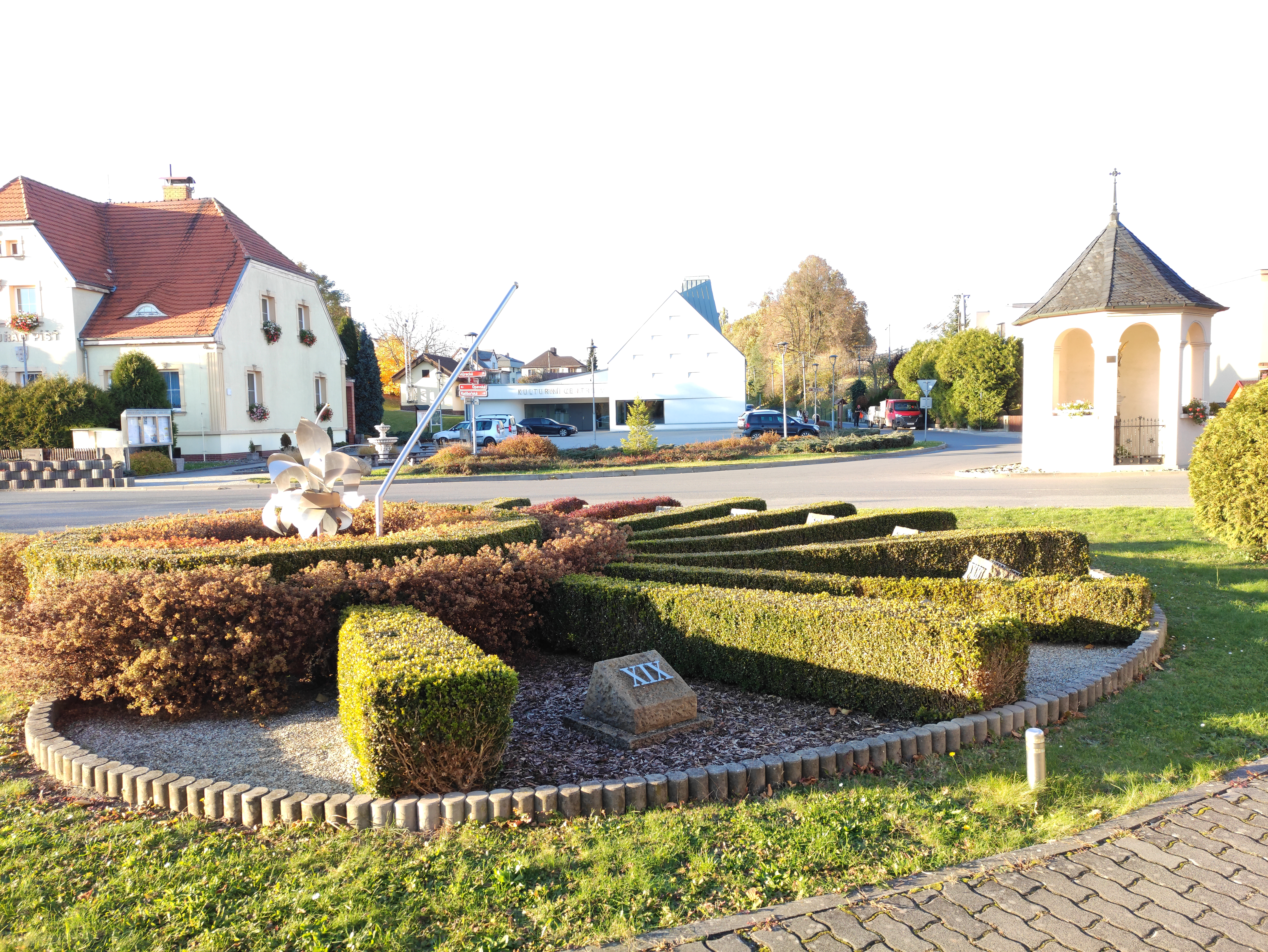
Ortszentrum mit Sonnenuhr

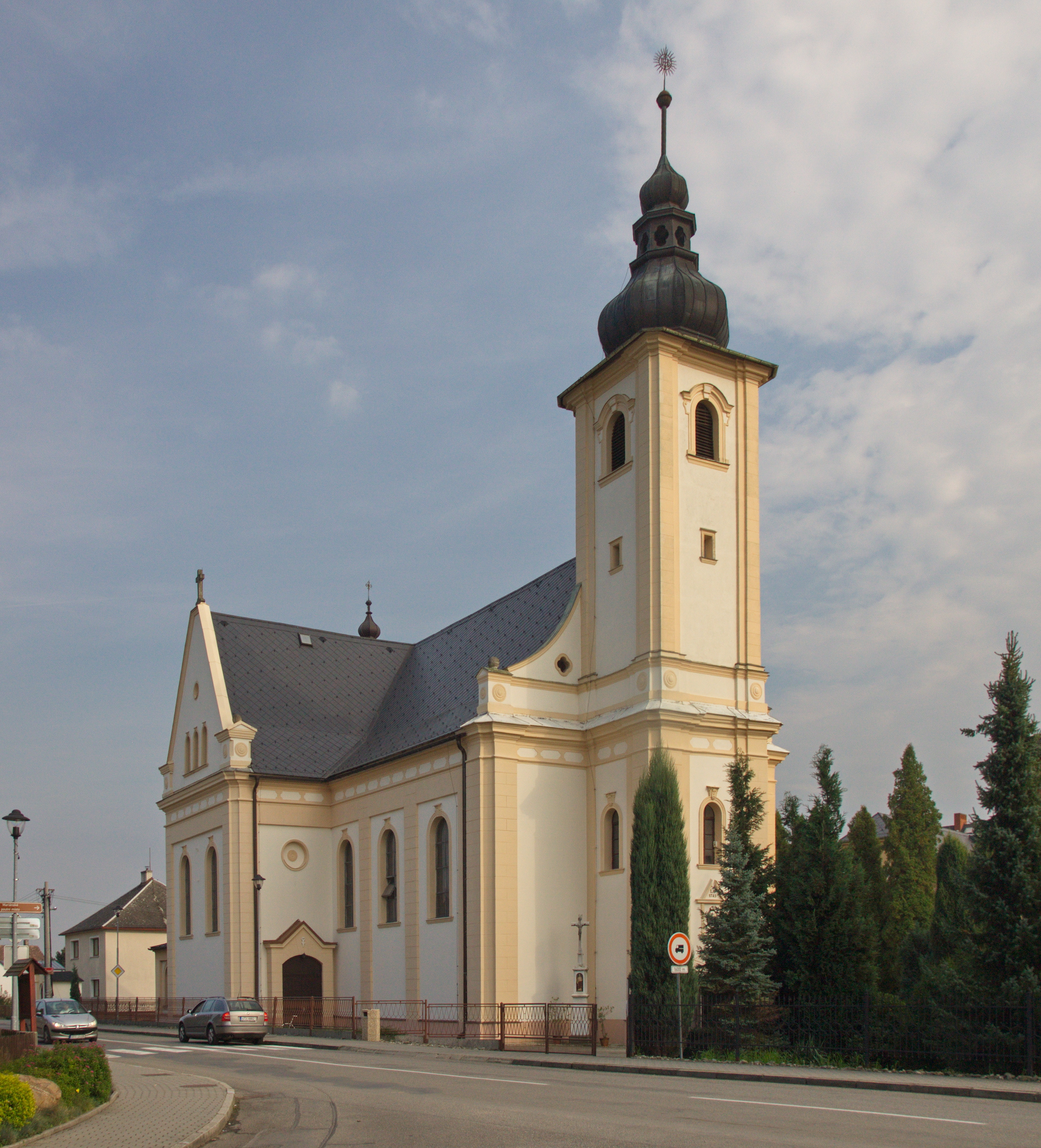
Kirche des hl. Laurentius

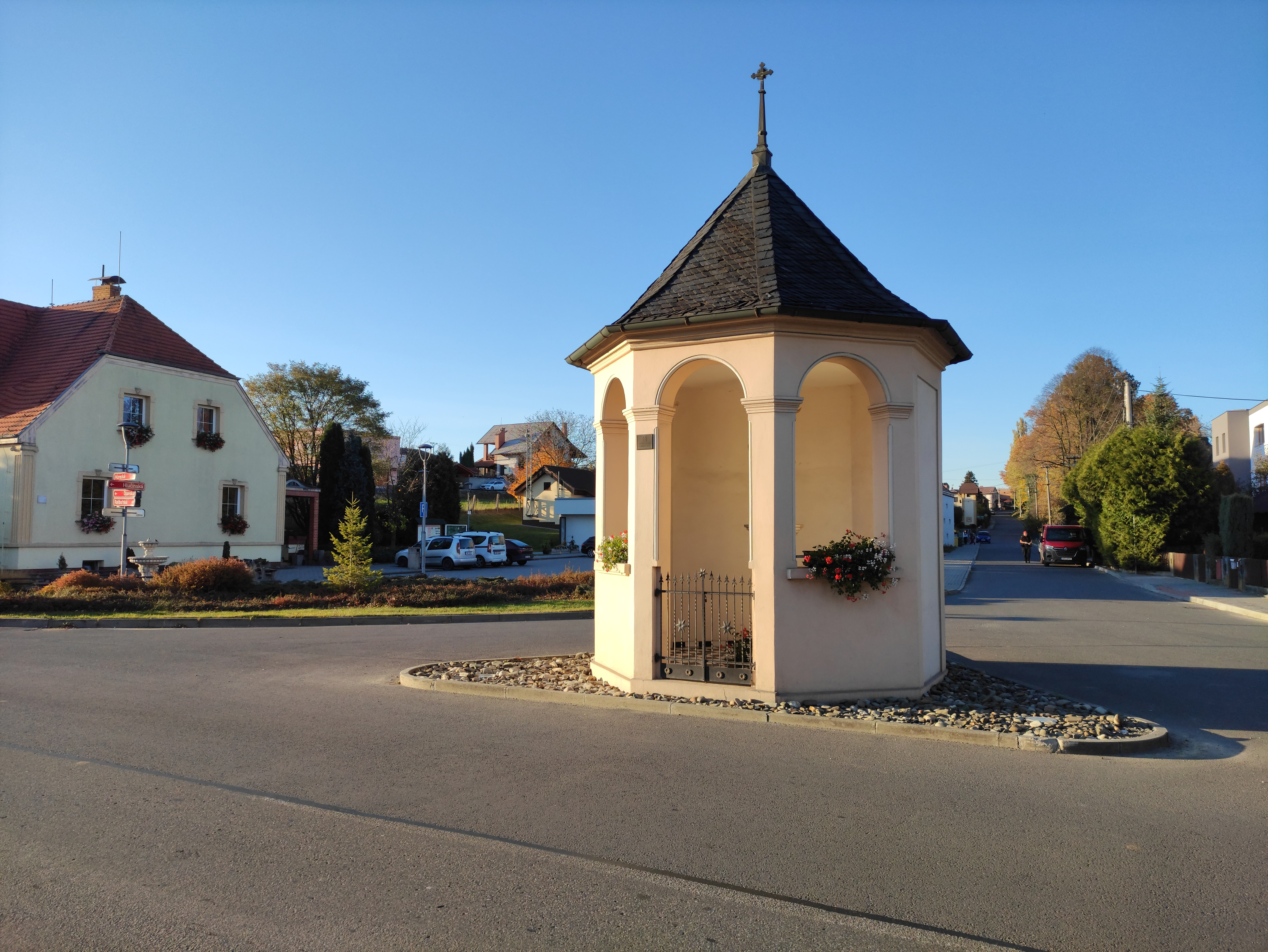
Kapelle des hl. Johannes von Nepomuk

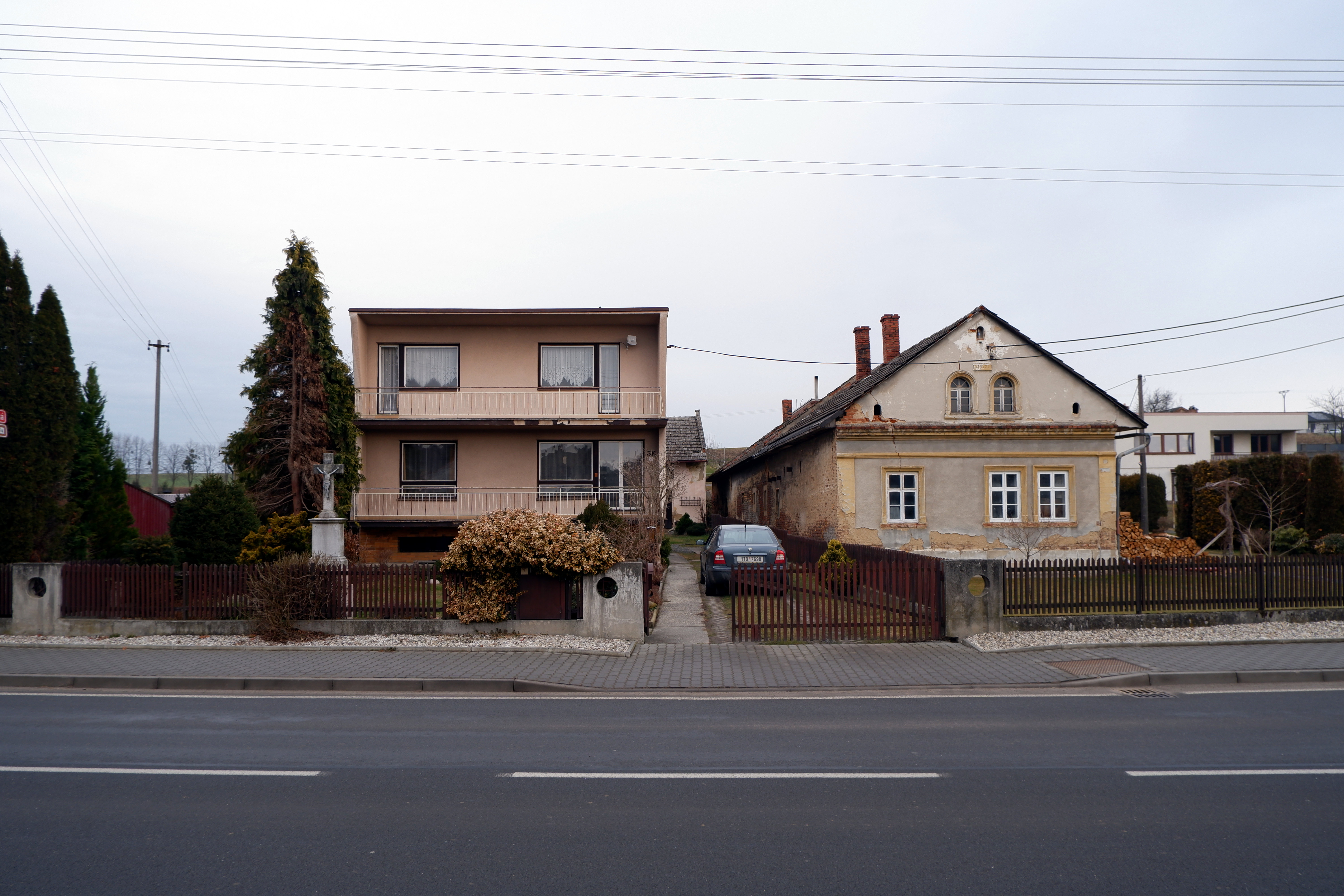
Ein älteres und ein neueres Familienhaus in der Opavská-Straße

Píšť (deutsch bis 1910 Pyschcz, dann Sandau) ist eine Gemeinde in Tschechien. Sie liegt neun Kilometer nördlich von Hlučín (Hultschin) an der Grenze zu Polen und gehört zum Okres Opava.

## Geographie
Das Hufendorf Píšť erstreckt sich entlang des Baches Píšťský potok, der am südwestlichen Ortsrand im Stausee Suchá nádrž angestaut wird, am Fuße der Hlučínská pahorkatina (Hultschiner Hügelland). Durch den Ort führt die Staatsstraße II/466 von Rohov (Rohow) nach Owsiszcze (Owschütz). Nordwestlich erhebt sich der Hranečník (272 m n.m.).
Nachbarorte sind Hůrky (Neuwoschütz) und Bolesław (Boleslau) im Norden, Brzeziak (Birkenwald), Hanowiec (Annahof) und Tworków (Tworkau) im Nordosten, Wydale (Dedowitschhof), Krzyżanowice (Kreuzenort) und Owsiszcze im Osten, Hať (Haatsch) im Südosten, Karlovec (Karlshof) und Vřesina (Wreschin) im Süden, Pila (Zabrodzi), Závada (Zawada bei Beneschau) und Borová (Henneberg) im Südwesten, Bělá (Bielau) im Westen sowie Chuchelná (Kuchelna), Resta (Hay), Krzanowice (Kranowitz), Borucin (Borutin) und Chabowiec (Chabowetz) im Nordwesten.

## Geschichte
Die erste schriftliche Erwähnung von Piesch erfolgte im Jahre 1228, als König Ottokar I. Přemysl das Dorf dem Zisterzienserkloster Velehrad schenkte. In der Besitzbestätigungsurkunde des Papstes Innozenz IV. für das Kloster Velehrad von 1250 wurde das Dorf als Piscz bezeichnet. Wahrscheinlich errichteten die Zisterzienser auch eine Pfarrei. Im Jahre 1439 verpfändete der Abt Stephan des während der Hussitenkriege zerstörten Klosters Velehrad Piscz zusammen mit den ebenfalls im Herzogtum Troppau gelegenen Ortschaften Hať und Owsiszcze an Vincenz von Tworkau (Čeněk ze Tvorkova). An das Kloster Velehrad gelangte Hať danach nie wieder zurück. Im Jahre 1467 sind zwei Mühlen in Piscz nachweisbar. 1518 wurde das Dorf an die Herrschaft Hultschin angeschlossen. Zwei Jahre später kaufte der Besitzer der Herrschaft Hultschin, Bernhard von Zwole, die Freivogtei Piscz mit der Feste, einer Mühle und dem Kretscham auf, so dass Piscz nun gänzlich zu Hultschin gehörte.
In der Mitte des 16. Jahrhunderts war das Dorf evangelisch geworden. Im Jahre 1625 verkaufte Wenzel von Würben auf Hultschin die Güter Pischcz und Owschütz an Bernhard Lichnowsky von Woschtitz auf Kuchelna, der im selben Jahre auch das Gut Haatsch erwarb und darauf eine neue Grundherrschaft errichtete, die nur von kurzer Dauer war. Haatsch wurde vor 1632 wieder an die Herrschaft Schulgersdorf angeschlossen. 1635 erbte Bernhards Sohn Wenzel Lichnowsky die während des Dreißigjährigen Krieges ausgeplünderten und weitgehend zerstörten zwei Dörfer Pischcz und Owschütz; er machte Owschütz zu seinem Sitz. Nach dem Tode des Wenzel Lichnowsky fiel das Gut Owschütz mit Pischcz 1650 seinem älteren Bruder Georg Lichnowsky zu, der 1655 verstarb. Im Jahre 1660 wurden Owschütz und Pischcz wieder mit dem Gut Kuchelna vereint; die Besitzer waren anteilig Karl Maximilian und Johann Franz Lichnowsky.
Im Karolinischen Kataster von 1721 sind für Pischcz 34 Bauernwirtschaften, 24 Gärtnerstellen, eine evangelische Holzkirche, ein Herrenhaus, vier Mühlen und zwei Teiche aufgeführt.
Nach dem Ersten Schlesischen Krieg fiel Pischcz 1742 wie fast ganz Schlesien an Preußen. 1743 ließ Bernhard von Lichnowsky auf den Grundmauern der alten Kirche die kathoholische Kirche des hl. Laurentius errichten. Im selben Jahr wurde Pischcz dem neugebildeten Kreis Leobschütz zugeordnet. 1784 lebten in dem Dorf 390 Menschen, die Bevölkerung war katholisch und mährischsprachig. Im Jahre 1797 wurde eine einklassige Pfarrschule errichtet, die auch die Kinder aus Owschütz und Boleslau besuchten.
Im Zuge der Kreisreform vom 1. Januar 1818 wurde Pischcz dem Kreis Ratibor zugewiesen. 1838 entstand ein neues Schulgebäude. Drei Jahre später wurde in Boleslau eine eigene Schule eröffnet. Im Jahre 1843 lebten 885 Personen in Pischcz. 1865 erhielt auch Owschütz eine Schule. 1869 bestand Pischcz bzw. Pischtsch aus 219 Häusern und hatte 1270 Einwohner. Ab Mai 1874 gehörte die Gemeinde zum Amtsbezirk Borutin. Am 13. November 1893 reiste Kaiser Wilhelm II. über Pyschcz nach Kuchelna, wo er sich mit Karl Fürst Lichnowsky traf. Im Jahre 1900 hatte Pyschcz 1565 Einwohner, 1910 waren es 1629. Bei der Volkszählung von 1905 gaben 94 % der Einwohner Mährisch als ihre Muttersprache an. Am 21. Februar 1910 erfolgte eine Änderung des Ortsnamens in Pyscht. Zum 17. Juli desselben Jahre wurden die Landgemeinde und der Gutsbezirk Pyscht in Sandau umbenannt. Der neue germanisierte Name wurde von der Bevölkerung nicht angenommen.
Aufgrund des Versailler Vertrages von 1919 wurde das Hultschiner Ländchen 1920 der Tschechoslowakei zugeschlagen. Offen blieb dabei die Zugehörigkeit der Landgemeinden und Gutsbezirke Haatsch, Sandau und Owschütz, die aufgrund ungenauer Grenzfestlegung vorläufig der Interalliierten Regierungs- und Plebiszitskommission für Oberschlesien unterstellt wurden, aber nicht an der Volksabstimmung in Oberschlesien teilnehmen durften. 1921 lebten in den 318 Häusern von Sandau 1761 Personen.
Am 19. Dezember 1922 wurde vom Grenzausschuss der Abtausch der preußischen Landgemeinden und Gutsbezirke Haatsch und Sandau gegen die Kolonie Rakowiec der Landgemeinde Schillersdorf und das Vorwerk Lichtenhof des Gutsbezirks Rohow beschlossen und durch die Botschafterkonferenz am 23. Januar 1923 bestätigt. Die Übergabe von Haatsch und Sandau (mit Neuwoschütz und Zabrodzi) an die Tschechoslowakei wurde am 16. März 1923 vollzogen. Die Gemeinde erhielt den tschechischen Namen Píšť und wurde dem Okres Hlučín zugeordnet. Für den Grenzverkehr wurde an der Straße nach Owschütz ein Grenzübergang geschaffen. Am 1. April 1923 wurde in Píšť ein Standesamt eingerichtet sowie eine sechsklassige tschechische Dorfschule geschaffen. In der Gemeinde gab es zudem ein Postamt, eine Gendarmeriestation und eine Finanzgrenzwache. Das im Zuge der Bodenreform vom Großgrundbesitz Chuchelná abgetrennte und verstaatlichte Restgut Hůrky/Neuwoschütz wurde 1926 an den Gutsbesitzer Josef Landovský veräußert.
Zu dieser Zeit bestanden in Píšť sechs Gemischtwarenläden, drei Wirtshäuser, vier Mühlen, vier Schuster und weitere Handwerksbetriebe. Im April 1927 nahm eine private Buslinie nach Troppau den Verkehr auf. 1929 wurde in Píšť eine Bürgerschule eröffnet, die Schüler kamen u. a. aus Bělá, Vřesina und Závada. 1930 lebten in den 342 Häusern von Píšť/Sandau 1689 Personen. Die meisten Einwohner arbeiteten in der Landwirtschaft oder als Bauhandwerker, ein Teil davon auch im Deutschen Reich.
Nach dem Münchener Abkommen wurde Píšť am 8. Oktober 1938 zusammen mit dem Hultschiner Ländchen vom Deutschen Reich besetzt. Die Gemeinde gehörte nunmehr zum Landkreis Hultschin, der 1939 dem Landkreis Ratibor in der preußischen Provinz Oberschlesien eingegliedert wurde. Der am 17. Januar 1939 neu eingerichtete Amtsbezirk Sandau bestand aus den Gemeinden Sandau, Wreschin und Zawada bei Beneschau. Die vorgesehene Änderung des Gemeindenamens in Sandau (Kr. Ratibor) wurde nicht mehr vollzogen. Die Bürgerschule wurde abgeschafft und in der Dorfschule fehlten qualifizierte Lehrer. 1943 unterrichteten drei Lehrerinnen sechs Klassen. Nachdem die Wehrmacht zu Weihnachten 1944 das Schulgebäude zur Kaserne gemacht hatte, fiel der Unterricht gänzlich aus. Zuletzt diente das Schulhaus als Lazarett. Während der Mährisch-Ostrauer Operation wurden zahlreiche Häuser von Sandau zerstört oder beschädigt; die meisten Einwohner waren zuvor beim Herannahen der Front aus dem Dorf vertrieben worden. Am 20. April 1945 wurde der Ort von der Roten Armee besetzt.
Nach dem Ende des Zweiten Weltkriegs kam Píšť wieder an die Tschechoslowakei zurück. Zwischen 1945 und 1946 erfolgte die Aussiedlung von 52 Einwohnern (14 Familien). Im Jahre 1950 bestand Píšť aus 352 Häusern und hatte 1693 Einwohner. Im Zuge der Gebietsreform von 1960 wurde der Okres Hlučín aufgehoben und die Gemeinde dem Okres Opava zugeordnet. 1970 lebten in den 436 Häusern von Píšť 2075 Personen.
1991 lebten in den 550 Häusern der Gemeinde 2094 Menschen. Bischof František Lobkowicz weihte am 12. Juni 2002 den Marienwallfahrtsort Píšť. Beim Zensus von 2011 hatte Píšť 2070 Einwohner und bestand aus 575 Wohnhäusern.

## Gemeindegliederung
Für die Gemeinde Píšť sind keine Ortsteile ausgewiesen. Zu Píšť gehören die Ansiedlungen Hůrky (Neuwoschütz) und Pila (Zabrodzi). Grundsiedlungseinheiten sind Hůrky, Pila und Píšť.

## Partnergemeinden
- Krzyżanowice, Polen
- Hať, Tschechien
- Šilheřovice, Tschechien

## Sehenswürdigkeiten
- Wallfahrtskirche des hl. Laurentius, errichtet 1743. In der Kirche befinden sich barocke Statuen der Apostel Petrus und Paulus sowie ein Zyklus von fünf Gemälden des Troppauer Malers Ferdinand Licht aus dem Jahre 1784. Zum Dank für die Rettung eines Lebens erhielt die Kirche ein Bildnis der Muttergottes geschenkt, das ca. 300 Jahre alte Gemälde wurde am 16. Juni 2001 in Rom mit einer Papstkrone gekrönt. Südlich der Kirche wurde 2003 ein Kreuzweg mit 14 Stationen aus Keramikreliefs angelegt.
- Kapelle des hl. Johannes von Nepomuk, das Bauwerk mit oktogonalem Grundriss steht gegenüber der Kirche am Abzweig nach Hůrky. Die im Innern befindliche Statue des Johannes von Nepomuk stammt aus dem 18. Jahrhundert.
- Naturdenkmal Hranečník, nordwestlich des Dorfes an der Grenze zu Polen

## Söhne und Töchter der Gemeinde
- Alois Fulneczek (1882–1919), deutsch-polnischer Arbeiterführer